# Клязьма
Кля́зьма (рос. Клязьма) — річка в Європейській частині Росії, що протікає територією Московської, Владимирської, Івановської і Нижньогородської областей, друга за величиною (після Москви) ліва притока річки Ока.

## Назва
У джерелах XII—XIV ст. згадується як Клязма. Зиґмунд Герберштайн у «Rerum Moscoviticarum Commentarii» передає назву латиницею як Clesma, у «Книзі Великому Кресленню» 1627 року і пізніше вживається тільки варіант Клязьма. Деякі дослідники порівнюють цей гідронім з поширеними на Півночі Росії назвами типу Нерезьма, Колозьма, Колежма, у яких виділяються співзвучні елементи -язьма, -езьма, -озьма, -ежма, що можуть являти собою варіанти терміна зі значенням «річка» в якійсь вимерлій фіно-угорській мові. Разом з тим, перший елемент назви кл- залишається неясним і не піддається розшифруванню.

## Загальні відомості
Довжина 686 км, площа басейну 42,5 тисяч км². Середня витрата води за 185 км від гирла, біля міста Коврова — 147 м³/с. Живлення переважно снігове. Замерзає в листопаді, розкривається в першій половині квітня.
З часів розвитку промисловості (XVII століття) річка сконцентрувала безліч паперових, керамічних й особливо текстильних виробництв, спочатку ремісничих, а пізніше фабричних і заводських. Судноплавна на 302 км від гирла до Владимира. Річковий порт у В'язниках, суднобудівний завод у Гороховці.
На честь річки названо астероїд 9578 Клязьма.